# 蔣林 (康熙進士)
蔣林（1694年—1747年），字元楚，廣西全州人，清朝政治人物。

## 生平
康熙五十四年（1715年）中進士，选庶吉士，散館授檢討，入直南书房，十年間沒有升遷。大将军年羹尧欲請其為幕僚，林急告归。不久调户部郎中，雍正五年，出任福建邵武知府，因事解职。奉诏赴浙江，历官杭州、严州、金华三府。乾隆初年，擔任长芦盐运使，為官四年乞歸。

## 外部連結
- 蔣林 （页面存档备份，存于） 中研院史語所